# 奄藝郡
奄藝郡为過去位於日本三重縣中部的郡，已於1896年4月1日與河曲郡合併為河藝郡。
在1879年實施郡區町村編制法時的轄區包括現在的津市北部部分地區、鈴鹿市南部部分地區和龜山市南部小部份地區。

## 歷史
過去在令制國時代屬於伊勢國，江戶時代成為紀州藩、津藩及其支藩久居藩的領地，19世紀末明治維新實施廢藩置縣後，改隸屬和歌山縣、津縣及久居縣，直到1872年第一次府縣整併後才全數劃入安濃津縣，三個月後安津濃縣更名為三重縣。
在1879年實施郡區町村編製法時，正式的設置了近代的行政區劃「奄藝郡」，並在白子村（位於現在的鈴鹿市）設置「河曲奄藝郡役所」，同時管轄河曲郡和奄藝郡。

### 沿革

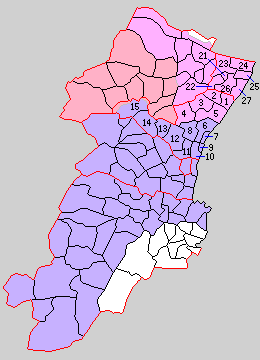
1889年奄藝郡轄下的行政區劃：
1.白子町、2.稻生村、3.天名村、4.合川村、5.榮村、6.上野村、7.豐津村、8.黑田村、9.白塚村、10.栗真村、11.一身田村、12.大里村、13.高野尾村、14.椋本村、15.明村
（紫色：現屬津市、桃色：現屬鈴鹿市、紅色：現屬龜山市、21 - 27屬河曲郡）

- 1889年4月1日：實施町村制，奄藝郡則下設白子町（日语：白子町 (三重県)）、稻生村（日语：稲生村 (三重県)）、天名村（日语：天名村）、合川村（日语：合川村 (三重県)）、榮村（日语：栄村 (三重県)）、上野村（日语：上野村 (三重県)）、豐津村（日语：豊津村 (三重県)）、黑田村（日语：黒田村 (三重県)）、白塚村（日语：白塚町）、栗真村（日语：栗真村）、一身田村（日语：一身田町）、大里村（日语：大里村 (三重県)）、高野尾村（日语：高野尾町）、椋本村（日语：芸濃町椋本）、明村（日语：明村 (三重県)）。（1町14村）
- 1896年4月1日：實施郡制（日语：郡制），河曲郡和奄藝郡合併為河藝郡。[2]